# Convergència Democràtica de Catalunya
Convergència Democràtica de Catalunya ('Kataloniens demokratiska samordning', CDC) var ett politiskt parti i Katalonien, Spanien tillhörande Liberala internationalen och Alliansen liberaler och demokrater för Europa (ALDE). Det beskrev sig själv som liberalt och katalanistiskt. Det bildades den 17 november 1974. Partiet ingick åren 1978–2015 – tillsammans med Unió Democràtica de Catalunya – i partifederationen Convergència i Unió, vilken under senare år dominerade katalansk politik tillsammans med Spanska socialistiska arbetarpartiet.

## Historik

### De första åren
Convergència Democratica de Catalunya bildades 1974, i slutskedet av Francos liv och tid som auktoritär ledare över Spanien. Den politiske aktivisten Jordi Pujol var en av initiativtagarna till grundandet, liksom partiets första partisekreterare.
Vid 1977 års spanska parlamentsval, det första efter Francisco Francos död, ingick CDC i partikoalitionen Pacte Democràtic de Catalunya som till slut vann 11 platser i Deputeradekongressen och 2 platser i Spaniens senat. Med de 11 deputeradeplatserna blev koalitionen näst största politiska kraft inom katalansk politik.

### En 37-årig koalition
1978 slogs CDC samman med det endast tre år gamla partiet Esquerra Democràtica de Catalunya (EDC). På hösten samma år etablerade man partikoalitionen CiU – Convergència i Unió – med Unió Democràtica de Catalunya, ett kristdemokratiskt parti bildat redan 1931 och som under nästan hela efterkrigstiden varit förbjudet. CiU blev vid 1980 års val till det nybildade katalanska parlamentet största parti och fick bilda regionregering, med Jordi Pujol som president.

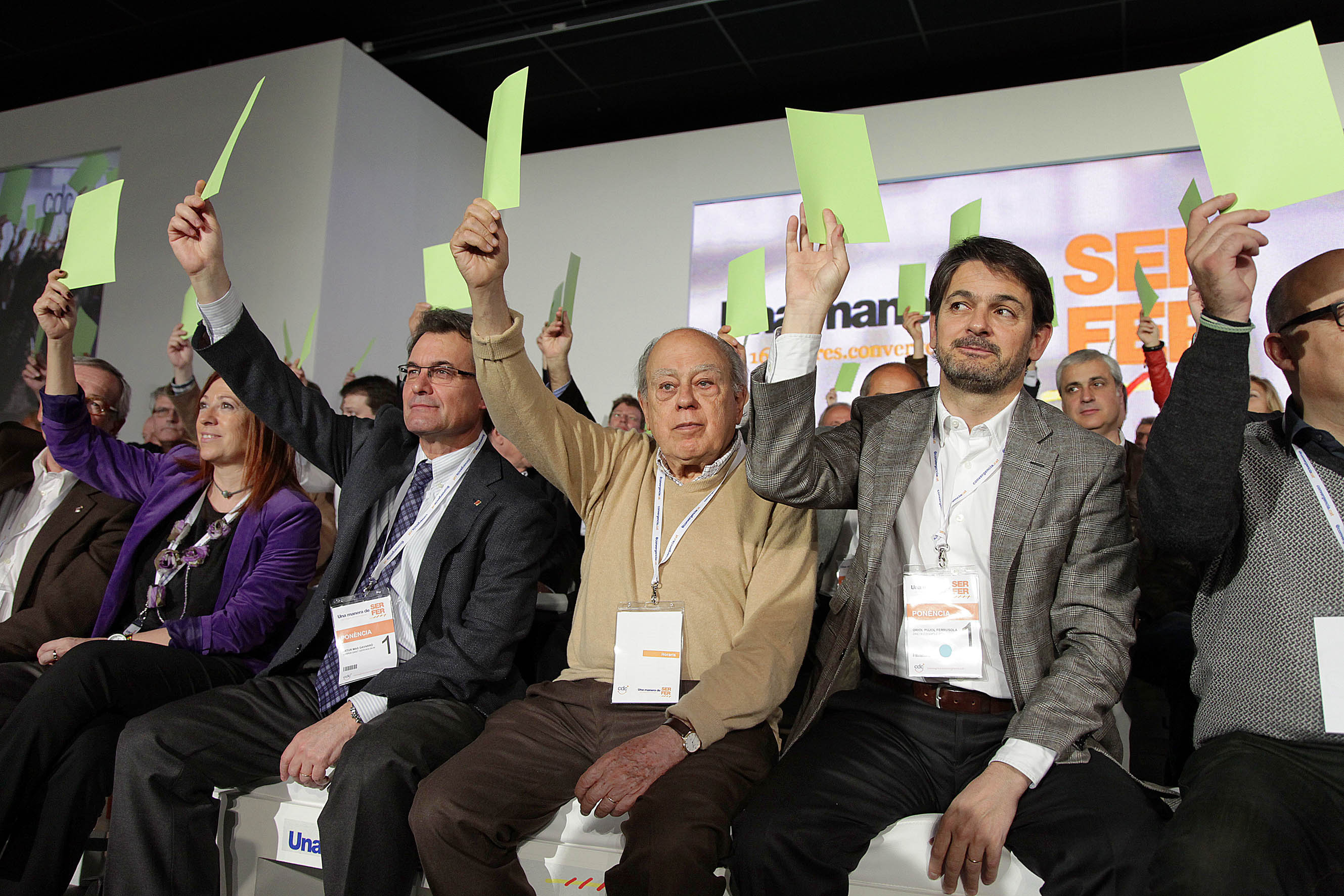
I mitten: Artur Mas, Jordi Pujol och (dennes son) Oriol Pujol vid CDC:s 16:e partikongress, mars 2012.

1986 medverkade CDC till bildandet av det spanska rikspartiet Partido Reformista Democrático. Det ställde samma år upp vid de spanska parlamentsvalen, men ett mycket dåligt valresultat ledde snart till att partiet lades ner.
1989 valdes Jordi Pujol till partiledare i CDC, efter Ramon Trias som innehaft posten sedan 1978. 1993 integrerades Esquerra Catalana, en utbrytarfalang ur vänsterpartiet Esquerra Republicana de Catalunya (ERC), i CDC.
CDC hade under många år Jordi Pujol som partiordförande. Han verkade åren 1980–2003 som president i Generalitat de Catalunya (GdC), det katalanska regionstyret. I båda rollerna har han sedermera kommit att ersättas av Artur Mas (president i GdC sedan 2010).
När den karismatiske Pujol åren efter 2001 successivt trädde tillbaka från ledningen av partiet, inleddes en period av stora förändringar. Vid 2003 års regionala parlamentsval var det "kronprinsen" Artur Mas som ledde partikoalitionen CiU. Trots att man blev största parti, utmanövrerades man efter valet genom en valsamverkan mellan tre vänsterpartier ledda av PSC (den regionala avdelningen av Spanska socialistiska arbetarpartiet). Därmed inledde CDC/CiU en period i opposition och med Artur Mas som oppositionsledare. Vänsterpartierna behöll makten även efter 2006 års parlamentsval. Däremot kunde CiU efter valen 2010 återta den regionala regeringsmakten, med Artur Mas som ny katalansk president.
CDC var det större av de två partierna inom  CiU. I den spanska Deputeradekongressen satt efter 2011 års val 16 representanter för CiU, varav 12 tillhörde CDC och 4 UDC (totalt har Deputeradekongressen 350 platser). Detta var första gången CiU blev största katalanska parti i de spanska valen. I det katalanska regionparlamentet (totalt 135 platser) nådde CiU vid 2010 års val 50 mandat (33 för CDC och 17 för UDC).

### Efter CiU
I juni 2015 förklarade CDC partisammanslutningen CiU som upplöst. Det skedde efter en intern omröstning hos UDC, där man med knapp majoritet (51 procent) beslutat sig för att inte ställa upp på Artur Mas och regionstyrets rådande politik med sikte mot full självständighet för Katalonien. CiU hade dessutom gjort dåligt ifrån sig vid kommunalvalen i maj månad. Därmed återgick CDC och UDC, efter 37 år som två halvor av en partikoalition, till att verka som separata partier inför de väntade katalanska regionvalen i september 2015.

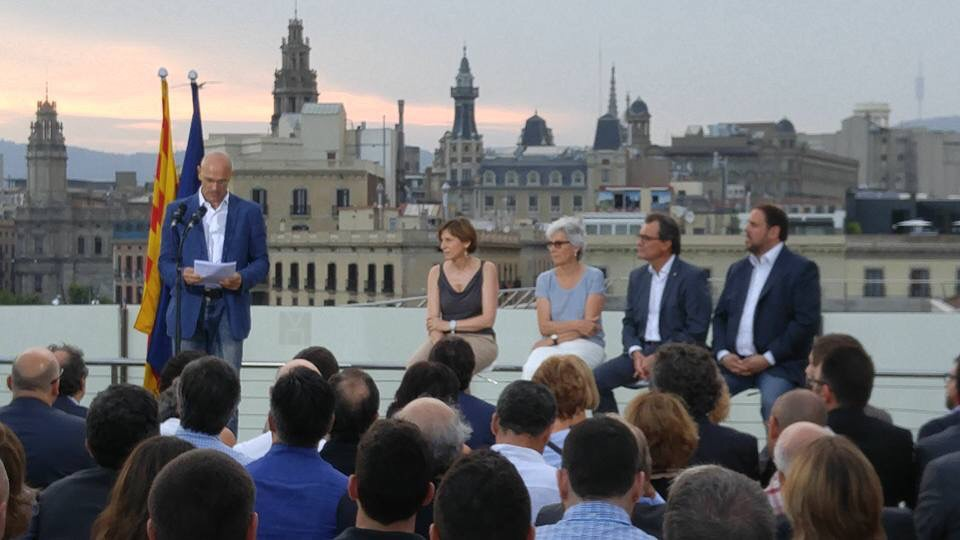
Valplattformen Junts pel Sí (där CDC ingår) visar upp sig inför höstens regionalval.

En månad senare enades CDC och vänsterpartiet ERC om en gemensam valplattform inför regionalvalen 27 september. Namnet på valplattformen blev Junts pel Sí ('Tillsammans för Ja:et'), syftande på att båda partierna arbetar för full självständighet för Katalonien.
Även om valsamarbetet Junts pel Sí segrade i regionalvalen, drabbades även CDC av motgångar efter uppbrottet från CiU. Vid december månads spanska parlamentsval gick CDC tillbaka, till förmån för Podemos och ERC. Till de valen ställde CDC upp under namnet Democràcia i Llibertat ('demokrati och frihet'), och våren 2016 försöker partiet skapa en ny politisk bas under en paroll som suveränitetsivrande parti (partit sobiranista) istället för den tidigare "självständighetsflaggan" (partit independentista). Målet är bland annat att locka tillbaka väljare som vill se ett ökat självbestämmande för Katalonien men som tvekar om huruvida full självständighet är rätt medicin för Kataloniens problem. Samtidigt meddelade Artur Mas att han inte ställer upp som ledare för ett sådant parti.

### Upplösning
Efter 2014 års politiska kamp kring "den folkomröstning som inte blev en folkomröstning" kämpade CDC för att finna sin plats i den katalanska/spanska politiken. CDC och UDC valde att tolka "folkomröstningen" på skilda sätt, vilket i slutändan bröt upp den mångåriga koalitionen i CiU. CDC lierade sig istället med ERC inför de katalanska regionvalen 2015, under paraplyet Junts pel Sí. Därefter följde de svåra regionstyresförhandlngarna med vågmästarpartiet CUP, samtidigt med de spanska parlamentsvalen i december. I de senare ställde CDC upp som Democràcia i Llibertat.
I maj 2016 antydde opinionsundersökningar att CDC förlorat sin roll som ledande katalanskt parti till ERC. Under samma månad genomfördes val bland partimedlemmar och sympatisörer om vem som skulle leda partiet i juni månads spanska nyval till Cortes Generales. Vid samma tillfälle ställdes frågan om CDC skulle ombildas som parti eller återfödas som ett nytt parti under ett andra namn. Vid valen den 21 maj bestämde 67 procent av de röstande att låta CDC gå i graven och ersättas av ett annat parti: Kataloniens demokratiska parti med Francesc Homs som ledare i de kommande nyvalen.

## Politik
Sedan 1978 års integrerande av vänsterpartiet EDC (se ovan) hade CDC under många års tid en stark socialliberal framtoning.  CDC tillhörde partigruppen Alliansen liberaler och demokrater för Europa i Europaparlamentet och Liberala internationalen. Inrikespolitiskt kom partiet på senare år att alltmer hävda Kataloniens rätt att få bilda en egen stat vid sidan av Spanien men som del av EU.
2014 började en stor korruptionshärva rullas upp, kopplad till tidigare partiledaren Jordi Pujol och dennes son Oriol Pujol (partisekreterare 2012–13). Detta har lett till att CDC distanserat sig gentemot familjen Pujol. Ett antal liknande skandaler med kopplingar till Spaniens regerande Partido Popular har minskat Pujolskandalens inverkan på katalansk politik. Skandalerna har dock ökat de styrandes vilja till öppenhet inom politiken, och bland annat visas ett antal siffror från presidentens skattedeklaration numera ett klick bort från dennes officiella biografi på president.cat.